# Liolaemus crandalli
Espèce
Liolaemus crandalli est une espèce de sauriens de la famille des Liolaemidae.

## Répartition
Cette espèce est endémique de la province de Neuquén en Argentine. Elle se rencontre dans les départements d'Añelo et de Pehuenches entre 1 300 et 2 100 m d'altitude dans l'Auca Mahuida.

## Étymologie
Cette espèce est nommée en l'honneur de Keith A. Crandall.

## Publication originale
- Avila, Medina, Perez, Sites & Morando, 2015 : Molecular phylogenetic relationships of the lizard clade Liolaemus elongatus (Iguania: Liolaemini) with the description of a new species from an isolated volcanic peak in northern Patagonia. Zootaxa, no 3947 (1), p. 67–84.